# Presidente Tancredo Neves
Presidente Tancredo Neves is een gemeente in de Braziliaanse deelstaat Bahia. De gemeente telt 24.249 inwoners (schatting 2009).